# Élections cantonales de 2008 dans le Pas-de-Calais
Les élections cantonales ont eu lieu les 9 et 16 mars 2008.
Ces dernières ont été marquées par une nouvelle augmentation des élus socialistes. La gauche gagne 6 sièges sur l'ensemble du département du Pas-de-Calais.

## Contexte départemental

### Assemblée départementale sortante
Avant les élections, le conseil général du Pas-de-Calais est présidé par Dominique Dupilet (PS).  Il comprend 77 conseillers généraux issus des 77 cantons du Pas-de-Calais. 39 d'entre eux sont renouvelables lors de ces élections.
| Parti                              | Sigle | Élus |
| ---------------------------------- | ----- | ---- |
| Majorité (56 sièges)               |       |      |
| Parti socialiste                   | PS    | 44   |
| Parti communiste français          | PCF   | 11   |
| Parti radical de gauche            | PRG   | 1    |
| Opposition (21 sièges)             |       |      |
| Union pour un mouvement populaire  | UMP   | 9    |
| Divers droite                      | DVD   | 9    |
| Mouvement Démocrate                | MoDem | 2    |
| Union pour la démocratie française | UDF   | 1    |
| Président du conseil général       |       |      |
| Dominique Dupilet (PS)             |       |      |

## Résultats à l'échelle du département
| Étiquette      | Étiquette                         | Premier tour | Premier tour | Second tour | Second tour | Total |
| Étiquette      | Étiquette                         | Voix         | %            | Voix        | %           | Total |
| -------------- | --------------------------------- | ------------ | ------------ | ----------- | ----------- | ----- |
|                | Parti socialiste                  | 127 930      | 38,4         | 50 692      | 34,75       | 22    |
|                | Parti communiste français         | 42 496       | 12,76        | 20 988      | 14,39       | 5     |
|                | Divers gauche                     | 30 246       | 9,08         | 20 101      | 13,78       | 4     |
|                | Les Verts                         | 10 197       | 3,06         |             |             |       |
| Gauche         | Gauche                            | 210 869      | 63,3         | 91 781      | 62,92       | 31    |
|                |                                   |              |              |             |             |       |
|                | Divers droite                     | 52 193       | 15,67        | 34 951      | 23,96       | 6     |
|                | Front national                    | 32 196       | 9,67         | 1 751       | 1,2         | 0     |
|                | Union pour un mouvement populaire | 25 225       | 7,57         | 10 756      | 7,37        | 1     |
|                | Mouvement démocrate               | 5 016        | 1,51         | 3 365       | 2,31        | 1     |
|                | Nouveau Centre                    | 1 872        | 0,56         |             |             |       |
| Droite         | Droite                            | 116 502      | 34,98        | 50 823      | 34,84       | 8     |
|                |                                   |              |              |             |             |       |
|                | Divers                            | 3 325        | 1            |             |             |       |
|                | Écologistes                       | 2 419        | 0,73         | 3 289       | 2,25        | 0     |
|                |                                   |              |              |             |             |       |
| Inscrits       | Inscrits                          | 512 857      | 100,00       | 285 589     | 100,00      |       |
| Abstentions    | Abstentions                       | 161 860      | 31,56        | 125 906     | 44,09       |       |
| Votants        | Votants                           | 350 997      | 68,44        | 159 683     | 55,91       |       |
| Blancs et nuls | Blancs et nuls                    | 17 882       | 5,09         | 13 790      | 8,64        |       |
| Exprimés       | Exprimés                          | 333 115      | 94,91        | 145 893     | 91,36       |       |

### Résultats en nombre de sièges
| Parti | Sièges mis en jeu | Élus | Évolution |
| ----- | ----------------- | ---- | --------- |
| PS    | 20                | 25   | +5        |
| DVD   | 7                 | 3    | -4        |
| UMP   | 5                 | 2    | -3        |
| UDF   | 1                 | 0    | -1        |
| PCF   | 5                 | 5    | =         |
| MoDem | 1                 | 2    | +1        |
| MRC   | 0                 | 2    | +2        |

### Assemblée départementale à l'issue des élections
| Parti                             | Sigle | Élus |
| --------------------------------- | ----- | ---- |
| Majorité (63 sièges)              |       |      |
| Parti socialiste                  | PS    | 49   |
| Parti communiste français         | PCF   | 11   |
| Mouvement républicain et citoyen  | MRC   | 2    |
| Parti radical de gauche           | PRG   | 1    |
| Opposition (14 sièges)            |       |      |
| Union pour un mouvement populaire | UMP   | 6    |
| Divers droite                     | DVD   | 5    |
| Mouvement Démocrate               | MoDem | 3    |
| Président du conseil général      |       |      |
| Dominique Dupilet (PS)            |       |      |

### Élus par canton
| Canton                    | Conseiller sortant    | Parti | Parti | Conseiller élu       | Parti | Parti |
| ------------------------- | --------------------- | ----- | ----- | -------------------- | ----- | ----- |
| Aire-sur-la-Lys           | Françoise Henneron    |       | UMP   | Jean-Claude Dissaux  |       | PS    |
| Aubigny-en-Artois         | Jean-Michel Desailly  |       | PS    | Jean-Michel Desailly |       | PS    |
| Auchel                    | Richard Jarrett       |       | DVD   | René Hocq            |       | PCF   |
| Auxi-le-Château           | Roger Pruvost         |       | UDF   | Henri Dejonghe       |       | PS    |
| Bapaume                   | Jean-Jacques Cottel   |       | PS    | Jean-Jacques Cottel  |       | PS    |
| Bertincourt               | Jean-Claude Hoquet    |       | DVD   | Jean-Claude Hoquet   |       | PS    |
| Béthune-Nord              | Marie-France Deleflie |       | DVD   | Isabelle Péru        |       | MRC   |
| Boulogne-sur-Mer-Nord-Est | Claude Allan          |       | PS    | Claude Allan         |       | PS    |
| Bruay-la-Buissière        | Pierre Moreau         |       | PS    | Bernard Cailliau     |       | PS    |
| Bully-les-Mines           | Michel Vancaille      |       | PS    | Michel Vancaille     |       | PS    |
| Courrières                | Jean-Pierre Corbisez  |       | PS    | Jean-Pierre Corbisez |       | PS    |
| Croisilles                | Fernand Dumont        |       | DVD   | Bruno Duvergé        |       | MoDem |
| Divion                    | André Delcourt        |       | PCF   | André Delcourt       |       | PCF   |
| Fruges                    | Jean-Marie Lubret     |       | DVD   | Jean-Marie Lubret    |       | DVD   |
| Guînes                    | Hervé Poher           |       | PS    | Hervé Poher          |       | PS    |
| Harnes                    | Yvan Druon            |       | PCF   | Yvan Druon           |       | PCF   |
| Hénin-Beaumont            | Jean Urbaniak         |       | MoDem | Jean Urbaniak        |       | MoDem |
| Hesdin                    | Michel Dransart       |       | UMP   | Robert Therry        |       | DVD   |
| Heuchin                   | Jean-Marie Olivier    |       | PS    | Jean-Marie Olivier   |       | PS    |
| Hucqueliers               | Jean Wallon           |       | PS    | Jean Wallon          |       | PS    |
| Laventie                  | Roger Douez           |       | UMP   | Roger Douez          |       | UMP   |
| Leforest                  | Amédée Gellez         |       | DVD   | Sabine Van Heghe     |       | MRC   |
| Lens-Est                  | Charles Depoorter     |       | PS    | Charles Depoorter    |       | PS    |
| Lens-Nord-Ouest           | Ghislaine Clin        |       | PS    | Ghislaine Clin       |       | PS    |
| Liévin-Nord               | Daniel Breton         |       | PCF   | Michel Lardez        |       | PS    |
| Lumbres                   | Jean-Claude Leroy     |       | PS    | Jean-Claude Leroy    |       | PS    |
| Marquion                  | Julien Olivier        |       | PS    | Julien Olivier       |       | PS    |
| Marquise                  | Martial Herbert       |       | PS    | Martial Herbert      |       | PS    |
| Montreuil                 | Bernard Pion          |       | UMP   | Bernard Pion         |       | UMP   |
| Nœux-les-Mines            | Jacques Villedary     |       | PS    | Jacques Villedary    |       | PS    |
| Norrent-Fontes            | Roland Huguet         |       | PS    | Jacques Napieraj     |       | PS    |
| Noyelles-sous-Lens        | Bruno Troni           |       | PCF   | Bruno Troni          |       | PCF   |
| Outreau                   | Thérèse Guilbert      |       | PS    | Thérèse Guilbert     |       | PS    |
| Pas-en-Artois             | Ernest Auchart        |       | DVD   | Ernest Auchart       |       | DVD   |
| Sains-en-Gohelle          | Alain Lefèbvre        |       | PS    | Alain Lefèbvre       |       | PS    |
| Saint-Omer-Nord           | Jean-Jacques Delvaux  |       | UMP   | Bertrand Petit       |       | PS    |
| Saint-Omer-Sud            | Jean-Marie Barbier    |       | PS    | Jean-Marie Barbier   |       | PS    |
| Samer                     | Jean-Claude Juda      |       | PCF   | Jean-Claude Juda     |       | PCF   |
| Wingles                   | Didier Hiel           |       | PS    | Didier Hiel          |       | PS    |

## Résultats par canton

### Canton d'Aire-sur-la-Lys
Conseillère sortante: Françoise Henneron (UMP)
| Candidats      | Candidats           | Étiquette      | Premier tour | Premier tour | Second tour | Second tour |
| Candidats      | Candidats           | Étiquette      | Voix         | %            | Voix        | %           |
| -------------- | ------------------- | -------------- | ------------ | ------------ | ----------- | ----------- |
|                | Françoise Henneron* | UMP            | 6 117        | 45,36        | 5 507       | 44,31       |
|                | Jean-Claude Dissaux | PS             | 6 029        | 44,71        | 6 922       | 55,69       |
|                | Emmanuel Rignaux    | FN             | 1 340        | 9,94         |             |             |
|                |                     |                |              |              |             |             |
| Inscrits       | Inscrits            | Inscrits       | 18 991       | 100,00       | 18 991      | 100,00      |
| Abstentions    | Abstentions         | Abstentions    | 4 705        | 24,77        | 6 029       | 31,75       |
| Votants        | Votants             | Votants        | 14 286       | 75,23        | 12 962      | 68,25       |
| Blancs ou nuls | Blancs ou nuls      | Blancs ou nuls | 800          | 5,60         | 533         | 4,11        |
| Exprimés       | Exprimés            | Exprimés       | 13 486       | 94,40        | 12 429      | 95,89       |

### Canton d'Aubigny-en-Artois
Conseiller sortant : Jean-Michel Desailly (PS)
| Candidats      | Candidats             | Étiquette      | Premier tour | Premier tour |
| Candidats      | Candidats             | Étiquette      | Voix         | %            |
| -------------- | --------------------- | -------------- | ------------ | ------------ |
|                | Jean-Michel Desailly* | PS             | 3 834        | 50,77        |
|                | Pierre Guillemant     | UMP            | 2 484        | 32,89        |
|                | Christophe Dehoux     | MoDem          | 857          | 11,35        |
|                | Pierre Coolzaet       | FN             | 377          | 4,99         |
|                |                       |                |              |              |
| Inscrits       | Inscrits              | Inscrits       | 9 689        | 100,00       |
| Abstentions    | Abstentions           | Abstentions    | 1 779        | 18,36        |
| Votants        | Votants               | Votants        | 7 910        | 81,64        |
| Blancs ou nuls | Blancs ou nuls        | Blancs ou nuls | 358          | 4,53         |
| Exprimés       | Exprimés              | Exprimés       | 7 552        | 95,47        |

### Canton d'Auchel
Conseiller sortant : Richard Jarrett (DVD)
| Candidats      | Candidats          | Étiquette      | Premier tour | Premier tour | Second tour | Second tour |
| Candidats      | Candidats          | Étiquette      | Voix         | %            | Voix        | %           |
| -------------- | ------------------ | -------------- | ------------ | ------------ | ----------- | ----------- |
|                | Richard Jarrett*   | DVD            | 4 375        | 40,12        | 4 453       | 48,03       |
|                | René Hocq          | PCF            | 3 518        | 32,26        | 4 819       | 51,97       |
|                | Christelle Fauchet | PS             | 2 021        | 18,53        | Retrait     | Retrait     |
|                | Michel Vilain      | FN             | 636          | 5,83         |             |             |
|                | Éric Giroutx       | DVD            | 355          | 3,26         |             |             |
|                |                    |                |              |              |             |             |
| Inscrits       | Inscrits           | Inscrits       | 16 094       | 100,00       | 16 095      | 100,00      |
| Abstentions    | Abstentions        | Abstentions    | 4 814        | 29,91        | 6 559       | 40,75       |
| Votants        | Votants            | Votants        | 11 280       | 70,09        | 9 536       | 59,25       |
| Blancs ou nuls | Blancs ou nuls     | Blancs ou nuls | 375          | 3,32         | 264         | 2,77        |
| Exprimés       | Exprimés           | Exprimés       | 10 905       | 96,68        | 9 272       | 97,23       |

### Canton d'Auxi-le-Château
Conseiller sortant : Roger Pruvost (NC)
| Candidats      | Candidats         | Étiquette      | Premier tour | Premier tour | Second tour | Second tour |
| Candidats      | Candidats         | Étiquette      | Voix         | %            | Voix        | %           |
| -------------- | ----------------- | -------------- | ------------ | ------------ | ----------- | ----------- |
|                | Henri Dejonghe    | PS             | 2 962        | 44,62        | 3 384       | 54,77       |
|                | Dominique Coquet  | UMP            | 2 866        | 43,18        | 2 795       | 45,23       |
|                | Marie-Claude Bédu | FN             | 507          | 7,64         |             |             |
|                | Benjamin Presse   | PCF            | 303          | 4,56         |             |             |
|                |                   |                |              |              |             |             |
| Inscrits       | Inscrits          | Inscrits       | 8 758        | 100,00       | 8 750       | 100,00      |
| Abstentions    | Abstentions       | Abstentions    | 1 762        | 20,12        | 2 308       | 26,38       |
| Votants        | Votants           | Votants        | 6 996        | 79,88        | 6 442       | 73,62       |
| Blancs ou nuls | Blancs ou nuls    | Blancs ou nuls | 358          | 5,12         | 263         | 4,08        |
| Exprimés       | Exprimés          | Exprimés       | 6 638        | 94,88        | 6 179       | 95,92       |

### Canton de Bapaume
Conseiller sortant : Jean-Jacques Cottel (PS)
| Candidats      | Candidats            | Étiquette      | Premier tour | Premier tour |
| Candidats      | Candidats            | Étiquette      | Voix         | %            |
| -------------- | -------------------- | -------------- | ------------ | ------------ |
|                | Jean-Jacques Cottel* | PS             | 3 501        | 73,49        |
|                | Daniel Tabary        | UMP            | 783          | 16,44        |
|                | Agnès Hadj           | FN             | 262          | 5,50         |
|                | Jean Debœuf          | PCF            | 218          | 4,58         |
|                |                      |                |              |              |
| Inscrits       | Inscrits             | Inscrits       | 6 403        | 100,00       |
| Abstentions    | Abstentions          | Abstentions    | 1 482        | 23,15        |
| Votants        | Votants              | Votants        | 4 921        | 76,85        |
| Blancs ou nuls | Blancs ou nuls       | Blancs ou nuls | 157          | 3,19         |
| Exprimés       | Exprimés             | Exprimés       | 4 764        | 96,81        |

### Canton de Bertincourt
Conseiller sortant : Jean-Claude Hoquet (PS)
| Candidats      | Candidats           | Étiquette      | Premier tour | Premier tour |
| Candidats      | Candidats           | Étiquette      | Voix         | %            |
| -------------- | ------------------- | -------------- | ------------ | ------------ |
|                | Jean-Claude Hoquet* | PS             | 2 900        | 100,00       |
|                |                     |                |              |              |
| Inscrits       | Inscrits            | Inscrits       | 5 036        | 100,00       |
| Abstentions    | Abstentions         | Abstentions    | 1 181        | 23,45        |
| Votants        | Votants             | Votants        | 3 855        | 76,55        |
| Blancs ou nuls | Blancs ou nuls      | Blancs ou nuls | 955          | 24,77        |
| Exprimés       | Exprimés            | Exprimés       | 2 900        | 75,23        |

### Canton de Béthune-Nord
Conseillère sortante: Marie-France Deleflie (DVD)
| Candidats      | Candidats              | Étiquette      | Premier tour | Premier tour | Second tour | Second tour |
| Candidats      | Candidats              | Étiquette      | Voix         | %            | Voix        | %           |
| -------------- | ---------------------- | -------------- | ------------ | ------------ | ----------- | ----------- |
|                | Marie-France Deleflie* | DVD            | 3 926        | 38,45        | 4 457       | 49,02       |
|                | Isabelle Péru          | MRC            | 2 816        | 27,58        | 4 636       | 50,98       |
|                | Henri Tobo             | PCF            | 1 509        | 14,78        |             |             |
|                | Hervé Rubin            | Les Verts      | 1 186        | 11,61        |             |             |
|                | Sébastien Lemoine      | FN             | 774          | 7,58         |             |             |
|                |                        |                |              |              |             |             |
| Inscrits       | Inscrits               | Inscrits       | 16 758       | 100,00       | 16 788      | 100,00      |
| Abstentions    | Abstentions            | Abstentions    | 6 176        | 36,85        | 7 232       | 43,08       |
| Votants        | Votants                | Votants        | 10 582       | 63,15        | 9 556       | 56,92       |
| Blancs ou nuls | Blancs ou nuls         | Blancs ou nuls | 371          | 3,51         | 463         | 4,85        |
| Exprimés       | Exprimés               | Exprimés       | 10 211       | 96,49        | 9 093       | 95,15       |

### Canton de Boulogne-sur-Mer-Nord-Est
Conseiller sortant : Claude Allan (PS)
| Candidats      | Candidats             | Étiquette      | Premier tour | Premier tour |
| Candidats      | Candidats             | Étiquette      | Voix         | %            |
| -------------- | --------------------- | -------------- | ------------ | ------------ |
|                | Claude Allan*         | PS             | 3 627        | 52,09        |
|                | Richard Honvault      | NC             | 1 872        | 26,88        |
|                | Auguste Dupont        | PCF            | 780          | 11,20        |
|                | Jean-Jacques Vernalde | FN             | 684          | 9,82         |
|                |                       |                |              |              |
| Inscrits       | Inscrits              | Inscrits       | 12 617       | 100,00       |
| Abstentions    | Abstentions           | Abstentions    | 5 319        | 42,16        |
| Votants        | Votants               | Votants        | 7 298        | 57,84        |
| Blancs ou nuls | Blancs ou nuls        | Blancs ou nuls | 335          | 4,59         |
| Exprimés       | Exprimés              | Exprimés       | 6 963        | 95,41        |

### Canton de Bruay-la-Buissière
Conseiller sortant : Pierre Moreau (PS)
| Candidats      | Candidats           | Étiquette      | Premier tour | Premier tour |
| Candidats      | Candidats           | Étiquette      | Voix         | %            |
| -------------- | ------------------- | -------------- | ------------ | ------------ |
|                | Bernard Cailliau    | PS             | 3 685        | 57,68        |
|                | Annick Duhamel      | PCF            | 995          | 15,57        |
|                | Alain Vanwonterghem | Les Verts      | 982          | 15,37        |
|                | Chantal Bojanek     | FN             | 727          | 11,38        |
|                |                     |                |              |              |
| Inscrits       | Inscrits            | Inscrits       | 12 392       | 100,00       |
| Abstentions    | Abstentions         | Abstentions    | 5 580        | 45,03        |
| Votants        | Votants             | Votants        | 6 812        | 54,97        |
| Blancs ou nuls | Blancs ou nuls      | Blancs ou nuls | 423          | 6,21         |
| Exprimés       | Exprimés            | Exprimés       | 6 389        | 93,79        |

### Canton de Bully-les-Mines
Conseiller sortant : Michel Vancaille (PS)
| Candidats      | Candidats           | Étiquette      | Premier tour | Premier tour |
| Candidats      | Candidats           | Étiquette      | Voix         | %            |
| -------------- | ------------------- | -------------- | ------------ | ------------ |
|                | Michel Vancaille*   | PS             | 4 159        | 53,76        |
|                | Jeanine Duquesne    | UMP            | 958          | 12,38        |
|                | Jacques Corbet      | Les Verts      | 885          | 11,44        |
|                | Laurent Brice       | FN             | 749          | 9,68         |
|                | Jacqueline Lacheray | PCF            | 596          | 7,70         |
|                | Michel Facon        | PRCF           | 389          | 5,03         |
|                |                     |                |              |              |
| Inscrits       | Inscrits            | Inscrits       | 14 574       | 100,00       |
| Abstentions    | Abstentions         | Abstentions    | 6 471        | 44,40        |
| Votants        | Votants             | Votants        | 8 103        | 55,60        |
| Blancs ou nuls | Blancs ou nuls      | Blancs ou nuls | 367          | 4,53         |
| Exprimés       | Exprimés            | Exprimés       | 7 736        | 95,47        |

### Canton de Courrières
Conseiller sortant : Jean-Pierre Corbisez (PS)
| Candidats      | Candidats             | Étiquette      | Premier tour | Premier tour | Second tour | Second tour |
| Candidats      | Candidats             | Étiquette      | Voix         | %            | Voix        | %           |
| -------------- | --------------------- | -------------- | ------------ | ------------ | ----------- | ----------- |
|                | Jean-Pierre Corbisez* | PS             | 4 392        | 48,87        | 5 643       | 100,00      |
|                | Christophe Pilch      | DVG            | 2 679        | 29,81        | Retrait     | Retrait     |
|                | Christopher Szczurek  | FN             | 1 189        | 13,23        |             |             |
|                | Jean-Louis Fossier    | PCF            | 728          | 8,10         |             |             |
|                |                       |                |              |              |             |             |
| Inscrits       | Inscrits              | Inscrits       | 14 505       | 100,00       | 14 505      | 100,00      |
| Abstentions    | Abstentions           | Abstentions    | 5 234        | 36,08        | 8 181       | 56,40       |
| Votants        | Votants               | Votants        | 9 271        | 63,92        | 6 324       | 43,60       |
| Blancs ou nuls | Blancs ou nuls        | Blancs ou nuls | 283          | 3,05         | 681         | 10,77       |
| Exprimés       | Exprimés              | Exprimés       | 8 988        | 96,95        | 5 643       | 89,23       |

### Canton de Croisilles
Conseiller sortant : Fernand Dumont (DVD)
| Candidats      | Candidats          | Étiquette      | Premier tour | Premier tour | Second tour | Second tour |
| Candidats      | Candidats          | Étiquette      | Voix         | %            | Voix        | %           |
| -------------- | ------------------ | -------------- | ------------ | ------------ | ----------- | ----------- |
|                | Gérard Dué         | PS             | 2 744        | 40,13        | 2 805       | 45,46       |
|                | Bruno Duvergé      | MoDem          | 2 178        | 31,85        | 3 365       | 54,54       |
|                | Jean-Louis Candat  | DVG            | 969          | 14,17        | Retrait     | Retrait     |
|                | Jean-Marc Maurice  | FN             | 518          | 7,58         |             |             |
|                | Marie-José Prévost | PCF            | 429          | 6,27         |             |             |
|                |                    |                |              |              |             |             |
| Inscrits       | Inscrits           | Inscrits       | 8 833        | 100,00       | 8 863       | 100,00      |
| Abstentions    | Abstentions        | Abstentions    | 1 649        | 18,67        | 2 469       | 27,86       |
| Votants        | Votants            | Votants        | 7 184        | 81,33        | 6 394       | 72,14       |
| Blancs ou nuls | Blancs ou nuls     | Blancs ou nuls | 346          | 4,82         | 224         | 3,50        |
| Exprimés       | Exprimés           | Exprimés       | 6 838        | 95,18        | 6 170       | 96,50       |

### Canton de Divion
Conseiller sortant : André Delcourt (PCF)
| Candidats      | Candidats              | Étiquette      | Premier tour | Premier tour |
| Candidats      | Candidats              | Étiquette      | Voix         | %            |
| -------------- | ---------------------- | -------------- | ------------ | ------------ |
|                | André Delcourt*        | PCF            | 5 286        | 69,08        |
|                | Éric Édouard           | PS             | 1 652        | 21,59        |
|                | Marie-Christine Duriez | FN             | 714          | 9,33         |
|                |                        |                |              |              |
| Inscrits       | Inscrits               | Inscrits       | 14 403       | 100,00       |
| Abstentions    | Abstentions            | Abstentions    | 6 202        | 43,06        |
| Votants        | Votants                | Votants        | 8 201        | 56,94        |
| Blancs ou nuls | Blancs ou nuls         | Blancs ou nuls | 549          | 6,69         |
| Exprimés       | Exprimés               | Exprimés       | 7 652        | 93,31        |

### Canton de Fruges
Conseiller sortant : Jean-Marie Lubret (DVD)
| Candidats      | Candidats             | Étiquette      | Premier tour | Premier tour |
| Candidats      | Candidats             | Étiquette      | Voix         | %            |
| -------------- | --------------------- | -------------- | ------------ | ------------ |
|                | Jean-Marie Lubret*    | DVD            | 3 010        | 64,39        |
|                | Jean-Jacques Hilmoine | PS             | 1 665        | 35,61        |
|                |                       |                |              |              |
| Inscrits       | Inscrits              | Inscrits       | 5 398        | 100,00       |
| Abstentions    | Abstentions           | Abstentions    | 560          | 10,37        |
| Votants        | Votants               | Votants        | 4 838        | 89,63        |
| Blancs ou nuls | Blancs ou nuls        | Blancs ou nuls | 163          | 3,37         |
| Exprimés       | Exprimés              | Exprimés       | 4 675        | 96,63        |

### Canton de Guînes
Conseiller sortant : Hervé Poher (PS)
| Candidats      | Candidats        | Étiquette      | Premier tour | Premier tour |
| Candidats      | Candidats        | Étiquette      | Voix         | %            |
| -------------- | ---------------- | -------------- | ------------ | ------------ |
|                | Hervé Poher*     | PS             | 4 673        | 57,13        |
|                | Hervé Morcrette  | MoDem          | 1 845        | 22,56        |
|                | Cédric Fasquelle | FN             | 880          | 10,76        |
|                | Marcel Pochet    | PCF            | 782          | 9,56         |
|                |                  |                |              |              |
| Inscrits       | Inscrits         | Inscrits       | 11 310       | 100,00       |
| Abstentions    | Abstentions      | Abstentions    | 2 642        | 23,36        |
| Votants        | Votants          | Votants        | 8 668        | 76,64        |
| Blancs ou nuls | Blancs ou nuls   | Blancs ou nuls | 488          | 5,63         |
| Exprimés       | Exprimés         | Exprimés       | 8 180        | 94,37        |

### Canton d'Harnes
Conseiller sortant : Yvan Druon (PCF)
| Candidats      | Candidats        | Étiquette      | Premier tour | Premier tour | Second tour | Second tour |
| Candidats      | Candidats        | Étiquette      | Voix         | %            | Voix        | %           |
| -------------- | ---------------- | -------------- | ------------ | ------------ | ----------- | ----------- |
|                | Yvan Druon*      | PCF            | 2 990        | 37,58        | 4 131       | 52,42       |
|                | Patrice Wichlacz | DVG            | 1 510        | 18,98        | 3 750       | 47,58       |
|                | Régis Ghignet    | PS             | 1 053        | 13,23        |             |             |
|                | Bernard Ogiez    | DVG            | 911          | 11,45        |             |             |
|                | Freddy Baudrin   | FN             | 909          | 11,42        |             |             |
|                | Marie-Renée Clin | UMP            | 448          | 5,63         |             |             |
|                | Marc Mansouri    | MoDem          | 136          | 1,71         |             |             |
|                |                  |                |              |              |             |             |
| Inscrits       | Inscrits         | Inscrits       | 13 025       | 100,00       | 13 026      | 100,00      |
| Abstentions    | Abstentions      | Abstentions    | 4 784        | 36,73        | 4 705       | 36,12       |
| Votants        | Votants          | Votants        | 8 241        | 63,27        | 8 321       | 63,88       |
| Blancs ou nuls | Blancs ou nuls   | Blancs ou nuls | 284          | 3,45         | 440         | 5,29        |
| Exprimés       | Exprimés         | Exprimés       | 7 957        | 96,55        | 7 881       | 94,71       |

### Canton d'Hénin-Beaumont
Conseiller sortant : Jean Urbaniak (MoDem)
| Candidats      | Candidats         | Étiquette      | Premier tour | Premier tour | Second tour | Second tour |
| Candidats      | Candidats         | Étiquette      | Voix         | %            | Voix        | %           |
| -------------- | ----------------- | -------------- | ------------ | ------------ | ----------- | ----------- |
|                | Jean Urbaniak*    | MoDem          | 4 583        | 46,67        | 5 288       | 53,39       |
|                | Annick Gentiy     | PS             | 1 915        | 19,50        | 2 865       | 28,93       |
|                | Brigitte Descamps | FN             | 1 649        | 16,79        | 1 751       | 17,68       |
|                | David Noël        | PCF            | 891          | 9,07         |             |             |
|                | Romain Plichon    | UMP            | 574          | 5,85         |             |             |
|                | Mohamed Benhammou | DVG            | 207          | 2,11         |             |             |
|                |                   |                |              |              |             |             |
| Inscrits       | Inscrits          | Inscrits       | 15 709       | 100,00       | 15 709      | 100,00      |
| Abstentions    | Abstentions       | Abstentions    | 5 539        | 35,26        | 5 480       | 34,88       |
| Votants        | Votants           | Votants        | 10 170       | 64,74        | 10 229      | 65,12       |
| Blancs ou nuls | Blancs ou nuls    | Blancs ou nuls | 351          | 3,45         | 325         | 3,18        |
| Exprimés       | Exprimés          | Exprimés       | 9 819        | 96,55        | 9 904       | 96,82       |

### Canton de Hesdin
Conseiller sortant : Michel Dransart (UMP)
| Candidats      | Candidats              | Étiquette      | Premier tour | Premier tour |
| Candidats      | Candidats              | Étiquette      | Voix         | %            |
| -------------- | ---------------------- | -------------- | ------------ | ------------ |
|                | Robert Therry          | DVD            | 3 550        | 55,65        |
|                | Jean-Marie Roussel     | PS             | 2 039        | 31,96        |
|                | Jean-Pierre Mouillière | PCF            | 400          | 6,27         |
|                | Catherine Weppe        | FN             | 390          | 6,11         |
|                |                        |                |              |              |
| Inscrits       | Inscrits               | Inscrits       | 8 628        | 100,00       |
| Abstentions    | Abstentions            | Abstentions    | 1 932        | 22,39        |
| Votants        | Votants                | Votants        | 6 696        | 77,61        |
| Blancs ou nuls | Blancs ou nuls         | Blancs ou nuls | 317          | 4,73         |
| Exprimés       | Exprimés               | Exprimés       | 6 379        | 95,27        |

### Canton d'Heuchin
Conseiller sortant : Jean-Marie Olivier (PS)
| Candidats      | Candidats           | Étiquette      | Premier tour | Premier tour | Second tour | Second tour |
| Candidats      | Candidats           | Étiquette      | Voix         | %            | Voix        | %           |
| -------------- | ------------------- | -------------- | ------------ | ------------ | ----------- | ----------- |
|                | Jean-Marie Olivier* | PS             | 3 066        | 46,00        | 3 070       | 51,90       |
|                | Olivier Delbé       | UMP            | 2 770        | 41,56        | 2 845       | 48,10       |
|                | Catherine Lemoine   | PCF            | 423          | 6,35         |             |             |
|                | Sabrina Lemoine     | FN             | 406          | 6,09         |             |             |
|                |                     |                |              |              |             |             |
| Inscrits       | Inscrits            | Inscrits       | 8 321        | 100,00       | 8 332       | 100,00      |
| Abstentions    | Abstentions         | Abstentions    | 1 324        | 15,91        | 2 182       | 26,19       |
| Votants        | Votants             | Votants        | 6 997        | 84,09        | 6 150       | 73,81       |
| Blancs ou nuls | Blancs ou nuls      | Blancs ou nuls | 332          | 4,74         | 235         | 3,82        |
| Exprimés       | Exprimés            | Exprimés       | 6 665        | 95,26        | 5 915       | 96,18       |

### Canton de Hucqueliers
Conseiller sortant : Jean Wallon (PS)
| Candidats      | Candidats       | Étiquette      | Premier tour | Premier tour |
| Candidats      | Candidats       | Étiquette      | Voix         | %            |
| -------------- | --------------- | -------------- | ------------ | ------------ |
|                | Jean Wallon*    | PS             | 3 051        | 63,92        |
|                | Serge Depraiter | DVD            | 1 722        | 36,08        |
|                |                 |                |              |              |
| Inscrits       | Inscrits        | Inscrits       | 5 768        | 100,00       |
| Abstentions    | Abstentions     | Abstentions    | 697          | 12,08        |
| Votants        | Votants         | Votants        | 5 071        | 87,92        |
| Blancs ou nuls | Blancs ou nuls  | Blancs ou nuls | 298          | 5,88         |
| Exprimés       | Exprimés        | Exprimés       | 4 773        | 94,12        |

### Canton de Laventie
Conseiller sortant : Roger Douez (UMP)
| Candidats      | Candidats              | Étiquette      | Premier tour | Premier tour | Second tour | Second tour |
| Candidats      | Candidats              | Étiquette      | Voix         | %            | Voix        | %           |
| -------------- | ---------------------- | -------------- | ------------ | ------------ | ----------- | ----------- |
|                | Roger Douez*           | UMP            | 3 990        | 42,59        | 3 224       | 46,44       |
|                | Jean-Philippe Boonaert | DVD            | 2 605        | 27,80        | 2 260       | 32,56       |
|                | Monique Dambrune       | PS             | 1 873        | 19,99        | 1 458       | 21,00       |
|                | Annie Magniez          | FN             | 901          | 9,62         |             |             |
|                |                        |                |              |              |             |             |
| Inscrits       | Inscrits               | Inscrits       | 14 231       | 100,00       | 14 231      | 100,00      |
| Abstentions    | Abstentions            | Abstentions    | 4 444        | 31,23        | 7 051       | 49,55       |
| Votants        | Votants                | Votants        | 9 787        | 68,77        | 7 180       | 50,45       |
| Blancs ou nuls | Blancs ou nuls         | Blancs ou nuls | 418          | 4,27         | 238         | 3,31        |
| Exprimés       | Exprimés               | Exprimés       | 9 369        | 95,73        | 6 942       | 96,69       |

### Canton de Leforest
Conseiller sortant : Amédée Gellez (DVD)
| Candidats      | Candidats          | Étiquette      | Premier tour | Premier tour | Second tour | Second tour |
| Candidats      | Candidats          | Étiquette      | Voix         | %            | Voix        | %           |
| -------------- | ------------------ | -------------- | ------------ | ------------ | ----------- | ----------- |
|                | Amédée Gellez*     | DVD            | 2 813        | 26,48        | 4 342       | 47,53       |
|                | Sabine Van Heghe   | MRC            | 2 135        | 20,10        | 4 793       | 52,47       |
|                | Ernest Vendeville  | DVG            | 1 769        | 16,65        | Retrait     | Retrait     |
|                | Bernard Staszewski | PCF            | 1 462        | 13,76        |             |             |
|                | Michel Rodrigues   | DVG            | 1 327        | 12,49        |             |             |
|                | Cédric Quenu       | FN             | 1 117        | 10,51        |             |             |
|                |                    |                |              |              |             |             |
| Inscrits       | Inscrits           | Inscrits       | 16 302       | 100,00       | 16 305      | 100,00      |
| Abstentions    | Abstentions        | Abstentions    | 5 395        | 33,09        | 6 735       | 41,31       |
| Votants        | Votants            | Votants        | 10 907       | 66,91        | 9 570       | 58,69       |
| Blancs ou nuls | Blancs ou nuls     | Blancs ou nuls | 284          | 2,60         | 435         | 4,55        |
| Exprimés       | Exprimés           | Exprimés       | 10 623       | 97,40        | 9 135       | 95,45       |

### Canton de Lens-Est
Conseiller sortant : Charles Depoorter (PS)
| Candidats      | Candidats          | Étiquette      | Premier tour | Premier tour | Second tour | Second tour |
| Candidats      | Candidats          | Étiquette      | Voix         | %            | Voix        | %           |
| -------------- | ------------------ | -------------- | ------------ | ------------ | ----------- | ----------- |
|                | Charles Depoorter* | PS             | 2 820        | 37,49        | 4 700       | 100,00      |
|                | Patrick Cambray    | PCF            | 1 569        | 20,86        | Retrait     | Retrait     |
|                | Béatrice Permuy    | UMP            | 1 242        | 16,51        |             |             |
|                | Dominique Denghin  | FN             | 970          | 12,90        |             |             |
|                | Nacéra Vincent     | Les Verts      | 921          | 12,24        |             |             |
|                |                    |                |              |              |             |             |
| Inscrits       | Inscrits           | Inscrits       | 15 135       | 100,00       | 15 135      | 100,00      |
| Abstentions    | Abstentions        | Abstentions    | 7 235        | 47,80        | 8 717       | 57,59       |
| Votants        | Votants            | Votants        | 7 900        | 52,20        | 6 418       | 42,41       |
| Blancs ou nuls | Blancs ou nuls     | Blancs ou nuls | 378          | 4,78         | 1 718       | 26,77       |
| Exprimés       | Exprimés           | Exprimés       | 7 522        | 95,22        | 4 700       | 73,23       |

### Canton de Lens-Nord-Ouest
Conseillère sortante: Ghislaine Clin (PS)
| Candidats      | Candidats              | Étiquette      | Premier tour | Premier tour | Second tour | Second tour |
| Candidats      | Candidats              | Étiquette      | Voix         | %            | Voix        | %           |
| -------------- | ---------------------- | -------------- | ------------ | ------------ | ----------- | ----------- |
|                | Ghislaine Clin*        | PS             | 3 228        | 45,70        | 4 565       | 100,00      |
|                | Christine Degrugillier | Les Verts      | 1 397        | 19,78        | Retrait     | Retrait     |
|                | Sophie Gauthy          | UMP            | 1 072        | 15,18        |             |             |
|                | Éliane Coolzaet        | FN             | 700          | 9,91         |             |             |
|                | Jean-Michel Humez      | PCF            | 666          | 9,43         |             |             |
|                |                        |                |              |              |             |             |
| Inscrits       | Inscrits               | Inscrits       | 13 129       | 100,00       | 13 129      | 100,00      |
| Abstentions    | Abstentions            | Abstentions    | 5 713        | 43,51        | 7 224       | 55,02       |
| Votants        | Votants                | Votants        | 7 416        | 56,49        | 5 905       | 44,98       |
| Blancs ou nuls | Blancs ou nuls         | Blancs ou nuls | 353          | 4,76         | 1 340       | 22,69       |
| Exprimés       | Exprimés               | Exprimés       | 7 063        | 95,24        | 4 565       | 77,31       |

### Canton de Liévin-Nord
Conseiller sortant : Daniel Breton (PCF)
| Candidats      | Candidats      | Étiquette      | Premier tour | Premier tour | Second tour | Second tour |
| Candidats      | Candidats      | Étiquette      | Voix         | %            | Voix        | %           |
| -------------- | -------------- | -------------- | ------------ | ------------ | ----------- | ----------- |
|                | Michel Lardez  | PS             | 3 657        | 44,58        | 4 167       | 100,00      |
|                | Daniel Breton* | PCF            | 3 014        | 36,74        | Retrait     | Retrait     |
|                | Roger Fruchart | FN             | 856          | 10,44        |             |             |
|                | Hélène Hotte   | Les Verts      | 676          | 8,24         |             |             |
|                |                |                |              |              |             |             |
| Inscrits       | Inscrits       | Inscrits       | 14 987       | 100,00       | 14 987      | 100,00      |
| Abstentions    | Abstentions    | Abstentions    | 6 473        | 43,19        | 10 130      | 67,59       |
| Votants        | Votants        | Votants        | 8 514        | 56,81        | 4 857       | 32,41       |
| Blancs ou nuls | Blancs ou nuls | Blancs ou nuls | 311          | 3,65         | 690         | 14,21       |
| Exprimés       | Exprimés       | Exprimés       | 8 203        | 96,35        | 4 167       | 85,79       |

### Canton de Lumbres
Conseiller sortant : Jean-Claude Leroy (PS)
| Candidats      | Candidats          | Étiquette      | Premier tour | Premier tour |
| Candidats      | Candidats          | Étiquette      | Voix         | %            |
| -------------- | ------------------ | -------------- | ------------ | ------------ |
|                | Jean-Claude Leroy* | PS             | 10 542       | 74,01        |
|                | François Wavrant   | DVD            | 2 535        | 17,80        |
|                | Cédric Régnier     | FN             | 1 167        | 8,19         |
|                |                    |                |              |              |
| Inscrits       | Inscrits           | Inscrits       | 17 841       | 100,00       |
| Abstentions    | Abstentions        | Abstentions    | 3 071        | 17,21        |
| Votants        | Votants            | Votants        | 14 770       | 82,79        |
| Blancs ou nuls | Blancs ou nuls     | Blancs ou nuls | 526          | 3,56         |
| Exprimés       | Exprimés           | Exprimés       | 14 244       | 96,44        |

### Canton de Marquion
Conseiller sortant : Julien Olivier (PS)
| Candidats      | Candidats           | Étiquette      | Premier tour | Premier tour |
| Candidats      | Candidats           | Étiquette      | Voix         | %            |
| -------------- | ------------------- | -------------- | ------------ | ------------ |
|                | Julien Olivier*     | PS             | 4 194        | 65,33        |
|                | Jean-Michel Becquet | CPNT           | 1 487        | 23,16        |
|                | Rodolphe Brocki     | FN             | 739          | 11,51        |
|                |                     |                |              |              |
| Inscrits       | Inscrits            | Inscrits       | 8 837        | 100,00       |
| Abstentions    | Abstentions         | Abstentions    | 2 151        | 24,34        |
| Votants        | Votants             | Votants        | 6 686        | 75,66        |
| Blancs ou nuls | Blancs ou nuls      | Blancs ou nuls | 266          | 3,98         |
| Exprimés       | Exprimés            | Exprimés       | 6 420        | 96,02        |

### Canton de Marquise
Conseiller sortant : Martial Herbert (PS)
| Candidats      | Candidats        | Étiquette      | Premier tour | Premier tour |
| Candidats      | Candidats        | Étiquette      | Voix         | %            |
| -------------- | ---------------- | -------------- | ------------ | ------------ |
|                | Martial Herbert* | PS             | 8 618        | 76,86        |
|                | Michel Fossette  | FN             | 2 595        | 23,14        |
|                |                  |                |              |              |
| Inscrits       | Inscrits         | Inscrits       | 16 375       | 100,00       |
| Abstentions    | Abstentions      | Abstentions    | 3 676        | 22,45        |
| Votants        | Votants          | Votants        | 12 699       | 77,55        |
| Blancs ou nuls | Blancs ou nuls   | Blancs ou nuls | 1 486        | 11,70        |
| Exprimés       | Exprimés         | Exprimés       | 11 213       | 88,30        |

### Canton de Montreuil
Conseiller sortant : Bernard Pion (UMP)
| Candidats      | Candidats        | Étiquette      | Premier tour | Premier tour | Second tour | Second tour |
| Candidats      | Candidats        | Étiquette      | Voix         | %            | Voix        | %           |
| -------------- | ---------------- | -------------- | ------------ | ------------ | ----------- | ----------- |
|                | Bernard Pion*    | UMP            | 5 942        | 45,70        | 5 249       | 52,23       |
|                | David Fournier   | PS             | 3 867        | 29,74        | 4 801       | 47,77       |
|                | Fabrice Gosselin | CPNT           | 1 838        | 14,14        |             |             |
|                | Michel Somville  | FN             | 1 356        | 10,43        |             |             |
|                |                  |                |              |              |             |             |
| Inscrits       | Inscrits         | Inscrits       | 19 653       | 100,00       | 19 651      | 100,00      |
| Abstentions    | Abstentions      | Abstentions    | 5 792        | 29,47        | 9 042       | 46,01       |
| Votants        | Votants          | Votants        | 13 861       | 70,53        | 10 609      | 53,99       |
| Blancs ou nuls | Blancs ou nuls   | Blancs ou nuls | 858          | 6,19         | 559         | 5,27        |
| Exprimés       | Exprimés         | Exprimés       | 13 003       | 93,81        | 10 050      | 94,73       |

### Canton de Nœux-les-Mines
Conseiller sortant : Jacques Villedary (PS)
| Candidats      | Candidats          | Étiquette      | Premier tour | Premier tour | Second tour | Second tour |
| Candidats      | Candidats          | Étiquette      | Voix         | %            | Voix        | %           |
| -------------- | ------------------ | -------------- | ------------ | ------------ | ----------- | ----------- |
|                | Jacques Villedary* | PS             | 5 598        | 49,00        | 6 112       | 65,01       |
|                | Jacques Switalski  | ÉCO            | 1 643        | 14,38        | 3 289       | 34,99       |
|                | Gérard Dhesse      | DVG            | 1 172        | 10,26        |             |             |
|                | Maryse Poulain     | FN             | 863          | 7,55         |             |             |
|                | Noël Verbrugge     | UMP            | 759          | 6,64         |             |             |
|                | Didier Hennart     | Les Verts      | 709          | 6,21         |             |             |
|                | Virginie Gayot     | PCF            | 681          | 5,96         |             |             |
|                |                    |                |              |              |             |             |
| Inscrits       | Inscrits           | Inscrits       | 18 710       | 100,00       | 18 889      | 100,00      |
| Abstentions    | Abstentions        | Abstentions    | 6 893        | 36,84        | 9 121       | 48,29       |
| Votants        | Votants            | Votants        | 11 817       | 63,16        | 9 768       | 51,71       |
| Blancs ou nuls | Blancs ou nuls     | Blancs ou nuls | 392          | 3,32         | 367         | 3,76        |
| Exprimés       | Exprimés           | Exprimés       | 11 425       | 96,68        | 9 401       | 96,24       |

### Canton de Norrent-Fontes
Conseiller sortant : Roland Huguet (PS)
| Candidats      | Candidats        | Étiquette      | Premier tour | Premier tour | Second tour | Second tour |
| Candidats      | Candidats        | Étiquette      | Voix         | %            | Voix        | %           |
| -------------- | ---------------- | -------------- | ------------ | ------------ | ----------- | ----------- |
|                | Jacques Napieraj | PS             | 4 708        | 44,32        | 7 122       | 100,00      |
|                | Robert Guilmain  | PCF            | 2 467        | 23,23        | Retrait     | Retrait     |
|                | Hervé Roseaux    | DVG            | 2 097        | 19,74        | Retrait     | Retrait     |
|                | Sébastien Deprez | FN             | 1 350        | 12,71        |             |             |
|                |                  |                |              |              |             |             |
| Inscrits       | Inscrits         | Inscrits       | 15 719       | 100,00       | 15 719      | 100,00      |
| Abstentions    | Abstentions      | Abstentions    | 3 995        | 25,42        | 5 602       | 35,64       |
| Votants        | Votants          | Votants        | 11 724       | 74,58        | 10 117      | 64,36       |
| Blancs ou nuls | Blancs ou nuls   | Blancs ou nuls | 1 102        | 9,40         | 2 995       | 29,60       |
| Exprimés       | Exprimés         | Exprimés       | 10 622       | 90,60        | 7 122       | 70,40       |

### Canton de Noyelles-sous-Lens
Conseiller sortant : Bruno Troni (PCF)
| Candidats      | Candidats       | Étiquette      | Premier tour | Premier tour | Second tour | Second tour |
| Candidats      | Candidats       | Étiquette      | Voix         | %            | Voix        | %           |
| -------------- | --------------- | -------------- | ------------ | ------------ | ----------- | ----------- |
|                | Bruno Troni*    | PCF            | 3 238        | 33,54        | 5 568       | 100,00      |
|                | Michel Bouchez  | PS             | 2 851        | 29,53        | Retrait     | Retrait     |
|                | Joseph Gabriele | FN             | 1 080        | 11,19        |             |             |
|                | Raphaël Lluch   | Les Verts      | 983          | 10,18        |             |             |
|                | José Évrard     | ÉCO            | 776          | 8,04         |             |             |
|                | Jacques Houzeau | UMP            | 727          | 7,53         |             |             |
|                |                 |                |              |              |             |             |
| Inscrits       | Inscrits        | Inscrits       | 15 008       | 100,00       | 14 999      | 100,00      |
| Abstentions    | Abstentions     | Abstentions    | 5 009        | 33,38        | 7 917       | 52,78       |
| Votants        | Votants         | Votants        | 9 999        | 66,62        | 7 082       | 47,22       |
| Blancs ou nuls | Blancs ou nuls  | Blancs ou nuls | 344          | 3,44         | 1 514       | 21,38       |
| Exprimés       | Exprimés        | Exprimés       | 9 655        | 96,56        | 5 568       | 78,62       |

### Canton d'Outreau
Conseillère sortante: Thérèse Guilbert (PS)
| Candidats      | Candidats          | Étiquette      | Premier tour | Premier tour |
| Candidats      | Candidats          | Étiquette      | Voix         | %            |
| -------------- | ------------------ | -------------- | ------------ | ------------ |
|                | Thérèse Guilbert*  | PS             | 4 567        | 58,45        |
|                | André Chwalczynski | UMP            | 1 260        | 16,12        |
|                | André Blanpain     | PCF            | 1 256        | 16,07        |
|                | Louis Sagnier      | FN             | 731          | 9,36         |
|                |                    |                |              |              |
| Inscrits       | Inscrits           | Inscrits       | 12 916       | 100,00       |
| Abstentions    | Abstentions        | Abstentions    | 4 431        | 34,31        |
| Votants        | Votants            | Votants        | 8 485        | 65,69        |
| Blancs ou nuls | Blancs ou nuls     | Blancs ou nuls | 671          | 7,91         |
| Exprimés       | Exprimés           | Exprimés       | 7 814        | 92,09        |

### Canton de Pas-en-Artois
Conseiller sortant : Ernest Auchart (DVD)
| Candidats      | Candidats       | Étiquette      | Premier tour | Premier tour |
| Candidats      | Candidats       | Étiquette      | Voix         | %            |
| -------------- | --------------- | -------------- | ------------ | ------------ |
|                | Ernest Auchart* | DVD            | 2 968        | 62,87        |
|                | Hélène Machart  | PS             | 1 753        | 37,13        |
|                |                 |                |              |              |
| Inscrits       | Inscrits        | Inscrits       | 5 744        | 100,00       |
| Abstentions    | Abstentions     | Abstentions    | 770          | 13,41        |
| Votants        | Votants         | Votants        | 4 974        | 86,59        |
| Blancs ou nuls | Blancs ou nuls  | Blancs ou nuls | 253          | 5,09         |
| Exprimés       | Exprimés        | Exprimés       | 4 721        | 94,91        |

### Canton de Sains-en-Gohelle
Conseiller sortant : Alain Lefèbvre (PS)
| Candidats      | Candidats          | Étiquette      | Premier tour | Premier tour |
| Candidats      | Candidats          | Étiquette      | Voix         | %            |
| -------------- | ------------------ | -------------- | ------------ | ------------ |
|                | Alain Lefèbvre*    | PS             | 5 598        | 59,46        |
|                | Daniel Ludwikowski | Les Verts      | 1 531        | 16,26        |
|                | Michaël Fantino    | PCF            | 1 173        | 12,46        |
|                | Cathy Paris        | FN             | 1 113        | 11,82        |
|                |                    |                |              |              |
| Inscrits       | Inscrits           | Inscrits       | 15 346       | 100,00       |
| Abstentions    | Abstentions        | Abstentions    | 5 199        | 33,88        |
| Votants        | Votants            | Votants        | 10 147       | 66,12        |
| Blancs ou nuls | Blancs ou nuls     | Blancs ou nuls | 732          | 7,21         |
| Exprimés       | Exprimés           | Exprimés       | 9 415        | 92,79        |

### Canton de Saint-Omer-Nord
Conseiller sortant : Jean-Jacques Delvaux (UMP)
| Candidats      | Candidats             | Étiquette      | Premier tour | Premier tour |
| Candidats      | Candidats             | Étiquette      | Voix         | %            |
| -------------- | --------------------- | -------------- | ------------ | ------------ |
|                | Bertrand Petit        | PS             | 5 286        | 63,72        |
|                | Jean-Jacques Delvaux* | UMP            | 2 453        | 29,57        |
|                | Michèle Deroch        | FN             | 380          | 4,58         |
|                | Franck Sailliot       | PCF            | 177          | 2,13         |
|                |                       |                |              |              |
| Inscrits       | Inscrits              | Inscrits       | 12 198       | 100,00       |
| Abstentions    | Abstentions           | Abstentions    | 3 678        | 30,15        |
| Votants        | Votants               | Votants        | 8 520        | 69,85        |
| Blancs ou nuls | Blancs ou nuls        | Blancs ou nuls | 224          | 2,63         |
| Exprimés       | Exprimés              | Exprimés       | 8 296        | 97,37        |

### Canton de Saint-Omer-Sud
Conseiller sortant : Jean-Marie Barbier (PS)
| Candidats      | Candidats             | Étiquette      | Premier tour | Premier tour |
| Candidats      | Candidats             | Étiquette      | Voix         | %            |
| -------------- | --------------------- | -------------- | ------------ | ------------ |
|                | Jean-Marie Barbier*   | PS             | 6 236        | 66,13        |
|                | François Decoster     | UMP            | 1 896        | 20,11        |
|                | Quentin Bourgeois     | FN             | 747          | 7,92         |
|                | René Vandenkoornhuyse | PCF            | 551          | 5,84         |
|                |                       |                |              |              |
| Inscrits       | Inscrits              | Inscrits       | 15 654       | 100,00       |
| Abstentions    | Abstentions           | Abstentions    | 5 898        | 37,68        |
| Votants        | Votants               | Votants        | 9 756        | 62,32        |
| Blancs ou nuls | Blancs ou nuls        | Blancs ou nuls | 326          | 3,34         |
| Exprimés       | Exprimés              | Exprimés       | 9 430        | 96,66        |

### Canton de Samer
Conseiller sortant : Jean-Claude Juda (PCF)
| Candidats      | Candidats             | Étiquette      | Premier tour | Premier tour | Second tour | Second tour |
| Candidats      | Candidats             | Étiquette      | Voix         | %            | Voix        | %           |
| -------------- | --------------------- | -------------- | ------------ | ------------ | ----------- | ----------- |
|                | Jean-Claude Juda*     | PCF            | 4 897        | 33,14        | 6 470       | 55,03       |
|                | Jean-Pierre Pont      | DVD            | 3 958        | 26,79        | 5 287       | 44,97       |
|                | Maryse Beausse        | PS             | 2 357        | 15,95        | Retrait     | Retrait     |
|                | Jean-Jacques Delattre | UMP            | 1 777        | 12,03        |             |             |
|                | Fanny Puppinck        | Les Verts      | 927          | 6,27         |             |             |
|                | Monique Sgard         | FN             | 860          | 5,82         |             |             |
|                |                       |                |              |              |             |             |
| Inscrits       | Inscrits              | Inscrits       | 21 487       | 100,00       | 21 485      | 100,00      |
| Abstentions    | Abstentions           | Abstentions    | 6 215        | 28,92        | 9 222       | 42,92       |
| Votants        | Votants               | Votants        | 15 272       | 71,08        | 12 263      | 57,08       |
| Blancs ou nuls | Blancs ou nuls        | Blancs ou nuls | 496          | 3,25         | 506         | 4,13        |
| Exprimés       | Exprimés              | Exprimés       | 14 776       | 96,75        | 11 757      | 95,87       |

### Canton de Wingles
Conseiller sortant : Didier Hiel (PS)
| Candidats      | Candidats        | Étiquette      | Premier tour | Premier tour |
| Candidats      | Candidats        | Étiquette      | Voix         | %            |
| -------------- | ---------------- | -------------- | ------------ | ------------ |
|                | Didier Hiel*     | PS             | 6 374        | 64,84        |
|                | Patrick Bailleul | FN             | 1 960        | 19,94        |
|                | Émilie Saussez   | PCF            | 1 497        | 15,23        |
|                |                  |                |              |              |
| Inscrits       | Inscrits         | Inscrits       | 16 373       | 100,00       |
| Abstentions    | Abstentions      | Abstentions    | 5 990        | 36,58        |
| Votants        | Votants          | Votants        | 10 383       | 63,42        |
| Blancs ou nuls | Blancs ou nuls   | Blancs ou nuls | 552          | 5,32         |
| Exprimés       | Exprimés         | Exprimés       | 9 831        | 94,68        |